# ۳۴۸ (میلادی)
۳۴۸ (میلادی) سیصد و چهل و هشتمین سال تقویم میلادی است.

## درگذشتگان
‎